# Burg Schwärzenberg
Die Burg Schwärzenberg, auch Schwarzenberg genannt, ist die Ruine einer Gipfelburg bei 556 m ü. NN auf einem Quarzfelsen des Pfahls westlich von der Gemarkung Strahlfeld bei der Stadt Roding im oberpfälzischen Landkreis Cham in Bayern. Die Anlage ist unter der Aktennummer D-3-72-153-70 als denkmalgeschütztes Baudenkmal von Strahlfeld verzeichnet. Ebenso wird sie als Bodendenkmal unter der Aktennummer D-3-6741-0076 im Bayernatlas als „Archäologische Befunde des Mittelalters und der frühen Neuzeit im Bereich des ehem. Schlosses von Stahlfeld“ geführt.

## Geschichte
Die Höhenburg wurde vermutlich im 13. Jahrhundert auf dem Grund des Bamberger Bischofs von den Herren von Fronau (Adelsgeschlecht), die schon Anfang des 12. Jahrhunderts urkundlich genannt wurden, erbaut. Eine Vorgängeranlage der Höhenburg könnte die Turmhügelburg Haselberg auf dem Gebiet des Haselbergs gewesen sein. Die erste urkundliche Erwähnung fand die Burg Schwärzenberg 1306 im Lehensbuch des Hochstifts und nannte Andreas von Fronau als Burgherren. Ab 1390 begann Peter Fronauer Regensburger Kaufleute zu überfallen und musste 1400 die Hälfte seiner Burg an Hans Zenger von Zangenfels, mit dem er eng verwandt war, verkaufen. Später kam die Burg ganz an die Zenger, einem in der Oberpfalz weit verbreiteten Adelsgeschlecht. 1520 erbte zunächst Georg von Murach die Burg, die dann häufig die Besitzer wechselte und 1606 in einer Verkaufsurkunde als verfallen und baufällig bezeichnet wurde. Zwischenzeitlich Besitzer waren die Freiherren von Weichs, die Freiherren von Muggenthal und Dietrich Heinrich von Plettenberg. Im Dreißigjährigen Krieg wurde die Burg endgültig zerstört. 1999 bis 2002 wurden Sicherungs- und Sanierungsmaßnahmen sowie archäologische Grabungen durchgeführt.

## Beschreibung

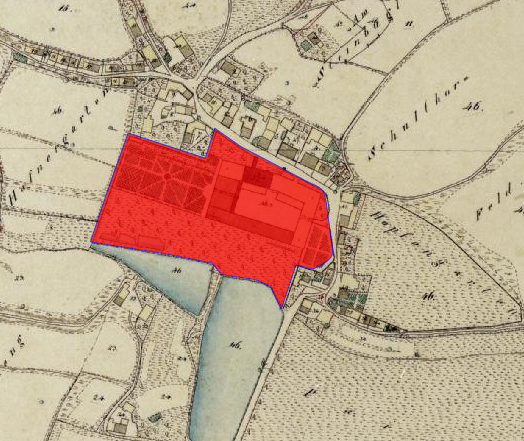
Lageplan von Burg Schwärzenberg auf dem Urkataster von Bayern

Von der ehemaligen Burganlage mit kleiner Kernburg, in der auch einst Falschmünzer ihr Unwesen getrieben haben sollen, sind nur noch Teile des Wohnturms mit Aborterker und großen Fensteröffnungen erhalten. Der Wall und der Burggraben, der die Burg an der Ostseite zum Umland abtrennte, sind noch zu erkennen und bezeichnen die Größe der einstigen Vorburg. Der Burgplatz ist heute ein Bodendenkmal. Das Areal am Gipfel ist als Naturschutzgebiet 372.011 Naturschutzgebiet Pfahl-Ruine Schwärzenberg, als Geotop 372R022 Burgberg der Schwärzenburg und als Naturdenkmal ND-03278 Pfahlquarzfelsen am Schwärzenberg ausgewiesen. Der südwestlich der Burgruine liegende Steinbruch ist ebenfalls als Geotop 372A089 geführt.